# Tersko-Orlovski Maïak
Tersko-Orlovski Maïak (en russe : Терско-Орловский Маяк) est un possiolok de l'okroug urbain d'Ostrovnoï (une ZATO) de l'oblast de Mourmansk, en Russie arctique. Sa population s'élevait à 9 habitants au recensement de 2010.

## Géographie
Le village de Tersko-Orlovski Maïak se situe dans l'oblast de Mourmansk, un oblast de la Laponie, en Russie arctique, et il fait partie du district fédéral du Nord-Ouest. Le village fait partie de l'okroug urbain d'Ostrovnoï une subdivision de l'oblast.  
Tersko-Orlovski Maïak, comme tout l'oblast de Mourmansk, est située dans le fuseau horaire MSK (heure de Moscou). Le décalage horaire appliqué par rapport au temps universel coordonné est +03:00.

## Démographie
Recensements (*) et estimations de la population,:
| 2002 * | 2010* | - | - |
| ------ | ----- | - | - |
| 25     | 9     | - | - |

Concernant les ethnies, en 2002, sur les 25 habitants, il y avait 88 % de Russes.